# Cmentarz żydowski w Płotach
Cmentarz żydowski w Płotach – kirkut został założony przed 1800 rokiem (według innych źródeł około 1846 roku). Kirkut mieścił się w południowo-zachodniej części miejscowości, na uboczu dawnej ulicy Ogrodowej (Gartenstraße). Jego powierzchnia to 0,16 ha. Ostatni pogrzeb odbył się w 1940 roku. Podczas II wojny światowej kirkut został doszczętnie zniszczony. Po 1945 teren nekropolii był zaniedbany. Nie zachowały się na nim żadne macewy i nie ma śladu po istniejącym w tym miejscu kirkucie.